# Remuemolen
De Remuemolen is een windmolenrestant in de tot de Oost-Vlaamse gemeente Destelbergen behorende plaats Heusden, gelegen aan de Loveldstraat 39.
Deze ronde stenen molen van het type beltmolen fungeerde als korenmolen.
De molen werd opgericht in 1867-1868. In 1884 werd naast de molen ook een stoommaalderij opgericht.
In 1914 brak er brand uit in de molen, waarbij het interieur, en ook de kap en het wiekenkruis, verloren gingen. In de molenromp werd een mechanische maalderij geïnstalleerd, aangedreven door een dieselmotor. Tot na de Tweede Wereldoorlog bleef de maalderij in bedrijf. Tot 2001 was er nog een handel in diervoeding en bloem gevestigd. Toen werd het bedrijf stopgezet en kwam de romp leeg te staan.
- Inventaris van het Bouwkundig Erfgoed (Vlaanderen): 35890